# Puccinia pugiensis
Puccinia pugiensis ist eine Ständerpilzart aus der Ordnung der Rostpilze (Pucciniales). Der Pilz ist ein Endoparasit von Saccharum spontaneum. Symptome des Befalls durch die Art sind Rostflecken und Pusteln auf den Blattoberflächen der Wirtspflanzen. Sie ist ein Endemit Chinas.

## Merkmale

### Makroskopische Merkmale
Puccinia pugiensis ist mit bloßem Auge nur anhand der auf der Oberfläche des Wirtes hervortretenden Sporenlager zu erkennen. Sie wachsen in Nestern, die als gelbliche bis braune Flecken und Pusteln auf den Blattoberflächen erscheinen.

### Mikroskopische Merkmale
Das Myzel von Puccinia pugiensis wächst wie bei allen Puccinia-Arten interzellulär und bildet Saugfäden, die in das Speichergewebe des Wirtes wachsen. Aecien oder Spermogonien der Art sind nicht bekannt. Die Uredien des Pilzes wachsen unterseitig und teils auf Hüllrohren. Ihre subhyalinen bis gelblichen Uredosporen sind kugelig bis birnenförmig, 27–29 × 17–24 µm groß und fein stachelwarzig. Die unterseitig wachsenden Telien der Art sind schwarzbraun, früh offenliegend und kompakt. Die zimtbraunen Teliosporen sind zweizellig, in der Regel eiförmig bis breit ellipsoid oder länglich und 36–56 × 14–21 µm groß; ihre Stiele sind braun und bis zu 140 µm lang.

## Verbreitung
Das bekannte Verbreitungsgebiet von Puccinia pugiensis umfasst lediglich das chinesische Kunming.

## Ökologie
Die Wirtspflanze von Puccinia pugiensis ist Saccharum spontaneum. Der Pilz ernährt sich von den im Speichergewebe der Pflanzen vorhandenen Nährstoffen, seine Sporenlager brechen später durch die Blattoberfläche und setzen Sporen frei. Die Art verfügt über einen Entwicklungszyklus, von dem bislang lediglich Telien und Uredien sowie deren Wirt bekannt sind; Spermogonien und Aecien konnten dem Pilz nicht zugeordnet werden.